# ソーリー (マドンナの曲)
「ソーリー」(Sorry) は、マドンナの楽曲。通算67枚目にあたるシングルで、アルバム『コンフェッションズ・オン・ア・ダンスフロア』から2枚目のシングル・カットとしてリリースされた。

## 概要
タイトル通り、「Sorry＝ごめんなさい」が強調されている曲。冒頭から一言ずつ、マドンナは様々な言語で「ごめんなさい」と歌っているが、マドンナ自身が「ごめんなさい」と謝っているのではなく、相手の男性がごめんなさい・許してと言うのを私は聞きたくもない、聞き飽きたというもの。
アルバムの制作過程の中で「ハング・アップ」とともに出来上がった曲であり、マドンナ曰く「究極の失恋ソング」。
1枚目のシングル「ハング・アップ」に続くヒットを記録。世界19か国でトップ10を記録。ハンガリー、ノルウェー、スペインなどの国で首位を記録し、イギリスでは「ハング・アップ」に続く2曲連続の1位となった。

### 歌われている言語
曲中に出てくる「ごめんなさい」は、全部で7言語。そのほか、「許して」という言語が3つある。
- Je suis desolée：フランス語（ごめんなさい）
- Lo siento：スペイン語（ごめんなさい）
- Ik ben droevig：オランダ語（私は悲しい）
- Sono spiacente：イタリア語（ごめんなさい）
- Perdóname：スペイン語（許して）

- ごめんなさい：日本語
- Mujhe maaf karo：ヒンディー語（許して）
- Przepraszam：ポーランド語（ごめんなさい）
- Slihah：ヘブライ語（ごめんなさい）
- Forgive me：英語（許して）
- Sorry : 英語（ごめんなさい）

## ミュージック・ビデオ
「ソーリー」のビデオを手掛けたのは過去にDrowned World Tour（2001年）やThe Re-Invention Tour（2004年）、ビデオ「Don't Tell Me」や「Human Nature」で振り付けを担当したジェイミー・キング。キングにとっては、今回が監督デビュー作品となる。ビデオはロンドンで2006年1月17日・18日に撮影され、2006年2月8日に初公開となった。MTVのトータル・リクエスト・ライブではカウントダウン4日後の2月23日に1位を獲得した。MTVイタリアでも、トップ10入りを果たしたあと、1位を獲得した。